# Jackeline Rentería
Jackeline Rentería (n. 23 februarie 1986, Cali, Columbia) este o sportivă ce a reprezentat Columbia, medaliată olimpică. A participat la 3 ediții ale Jocurilor Olimpice (2008, 2012, 2016) în care a câștigat două medalii de bronz.